# 罗马尼亚社会党 (1918年)
罗马尼亚社会党（羅馬尼亞語：Partidul Socialist din România，缩写为PS）是罗马尼亚历史上的一个社会主义政党，成立于1918年12月11日，由罗马尼亚社会民主党的成员创建，该党是在罗马尼亚社会民主党结束地下活动后成立的。由于继承了罗马尼亚社会民主党的遗产，罗马尼亚社会党与本地工人运动保持着紧密联系，并在象征上尊崇本地最早的社会主义团体——罗马尼亚社会民主工党。该党的成立恰逢第一次世界大战后大罗马尼亚的建立。1919年5月后，该党开始与原奥匈帝国领土上的社会民主党（如特兰西瓦尼亚社会党、巴纳特社会党和布科维纳社会民主党）协商合并。各党派于1920年10月通过共同纲领。随着该党逐渐受到列宁主义的影响，其内部出现分裂：支持布尔什维克纲领的最高纲领主义派占多数，而倾向改良的少数派持不同意见。1921年5月8日，多数派加入共产国际，组成社会-共产党（1922年，正式改称罗马尼亚共产党），而少数派最终另组新的罗马尼亚社会民主党。
该党的总部位于布加勒斯特圣伊奥尼卡街（该街道位于大学广场以北，现为伊翁·坎皮内亚努街的一部分）12号社会主义俱乐部，靠近旧国家剧院。这栋建筑曾作为“总工会委员会”的办公地。该党出版报纸《社会主义》，报社总部设在学院街。